# Großer Ölberg

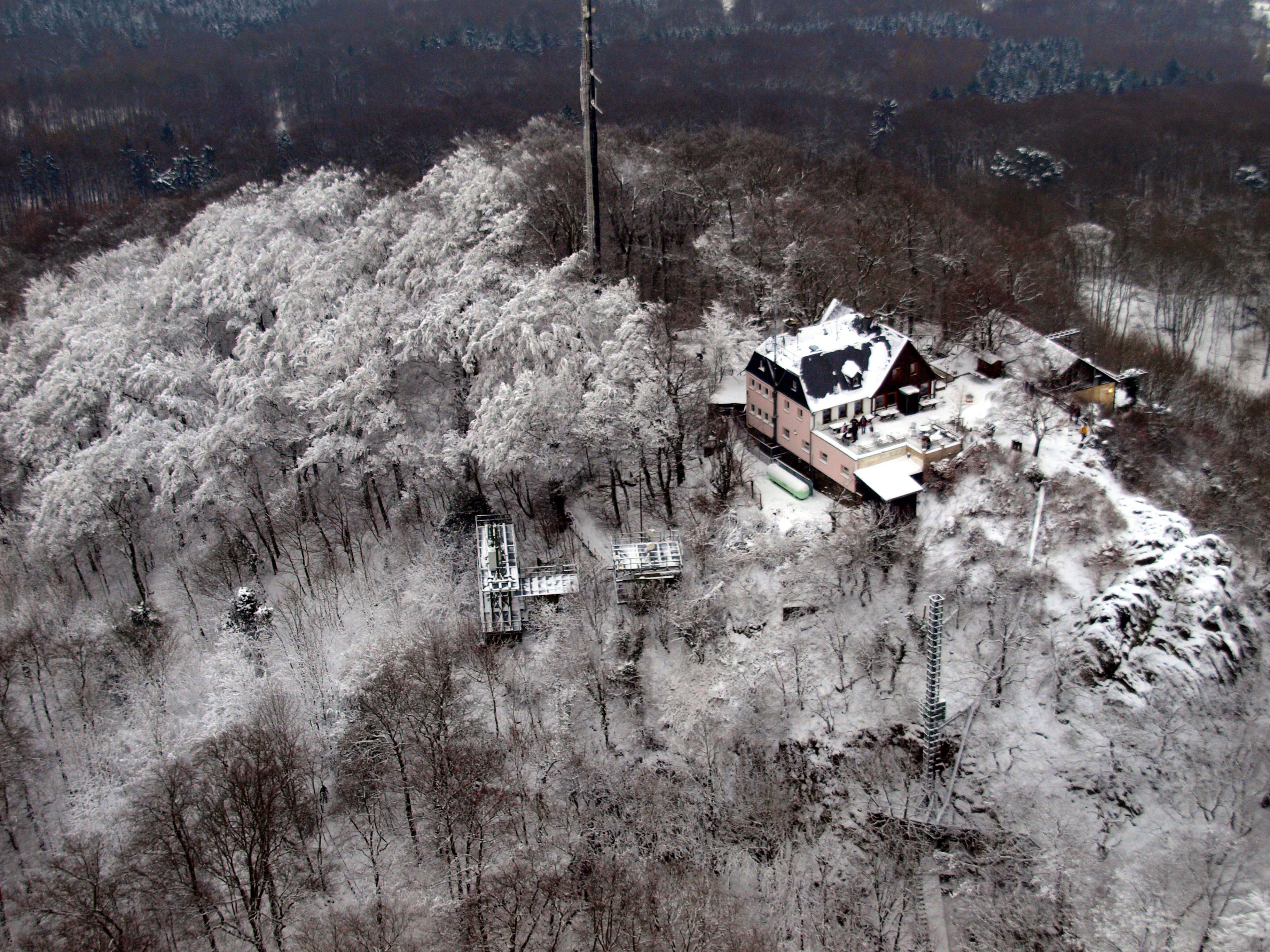
Luftaufnahme des Großen Ölbergs

Der Große Ölberg (auch Oelberg) ist mit 460,7 m ü. NHN der höchste Berg im Siebengebirge. Er befindet sich auf dem Stadtgebiet von Königswinter nahe dem Ortsteil Ittenbach. Knapp 700 m nördlich liegt der Nebengipfel Kleiner Ölberg (331,7 m ü. NHN).
Aufgrund des Sendemastes auf seinem Gipfel ist er heute bereits von weitem, beispielsweise von der Bundesautobahn 3, zu sehen und ist so, auch wegen seiner Höhe, von den anderen Bergen gut unterscheidbar. Auf dem Gipfel gibt es eine Gaststätte mit Aussichtsterrasse, welche einen sehr guten Blick in das Siebengebirge sowie in die Hocheifel mit der Hohen Acht und in Richtung Westen u. a. auf den Rhein bietet.

## Geschichte

### Namensgeschichte
Der Große Ölberg hieß ursprünglich Ma(e)lberg, wobei das e keinen Umlaut ausdrückt, sondern Dehnungs-e ist. Zum ersten Mal wurde der Gipfel in einem Verpfändungsprotokoll von 1407 erwähnt, in dem die Ortsangabe „an dem Maelberg geleygen“ vorkommt. In Beschreibungen des Siebengebirges wurde der Ölberg teilweise noch bis zur Mitte des 19. Jahrhunderts „Ma(h)lberg“ genannt. „Mal“ bedeutet in diesem Zusammenhang „auffälliges Zeichen“ (wie in „Denkmal“, „Muttermal“). Der Berg ist also nach seiner Funktion als markante Landmarke benannt, denn er kennzeichnete das Grenzgebiet zwischen dem kurkölnischen und dem löwenburgischen Bannbezirk.
Mundartlich wurde der Name „Malberg“ wie „Mohlberg“ ausgesprochen. Außerdem wurde der Berg meistens in Verbindung mit Präpositionen genannt, man sagte also „am“, „beim“ oder „auf’m Mohlberg“. Dadurch war das „M“ am Beginn des Namens nicht mehr hörbar und es kam schließlich zu der falschen Konsonantenablösung „am / beim / auf’m Ohlberg“. So ist seit der Mitte des 17. Jahrhunderts vom „Ohleberg“ oder „Oelberg“ die Rede und erst seit Ende des 18. Jahrhunderts häufiger auch vom „Ölberg“, d. h. erst zu dieser Zeit begann man das Dehnungs-e als Umlaut misszuverstehen. Heute sind die Schreibweisen „Ölberg“ und „Oelberg“ etwa gleich häufig, auch wenn „Oelberg“ sprachgeschichtlich eher korrekt ist.
Weil die Entstehung des Bergnamens nicht immer bekannt war, kam es teilweise zu falschen Spekulationen. Ernst Moritz Arndt schrieb 1843 in einem Aufsatz, er nenne den Berg „Auelberg“, weil er hier im Mittelalter den Auelgau vorfinde. Diese Behauptung führt teilweise heute noch zu der falschen Angabe, der Große Ölberg habe früher Auelberg geheißen, obwohl diese erst im 19. Jahrhundert erfundene Namensform nirgends historisch zu belegen ist. Es wurde auch die These aufgestellt, Zisterziensermönche aus Heisterbach hätten den Maelberg nach dem Ölberg in Jerusalem umbenannt; eine solche gezielte Umbenennung ist jedoch ebenfalls nicht nachweisbar.

### Gasthaus
Das erste Gasthaus auf dem Gipfel des Ölbergs wurde Pfingsten 1834 eröffnet, nachdem dort schon in den Vorjahren in kleinerem Umfang Gäste bewirtet worden waren. Im September 1842 besuchte König Friedrich Wilhelm IV. von Preußen den Berggipfel. 1848 wurde das Gasthaus umgebaut und erweitert. 1873 erwarb der Verschönerungsverein für das Siebengebirge (VVS) den Gipfel mitsamt Gasthaus. Nach der Jahrhundertwende versammelten sich des Öfteren in großer Anzahl junge Sozialdemokraten sonntäglich auf dem Ölberg. 1921/22 wurde das Wirtshaus durch An- und Aufbauten erweitert, sodass es vom Pächter auch im Winter bewohnt werden konnte. Gegen Kriegsende im Frühjahr 1945 wurde es bei Kämpfen um den Berggipfel, auf dem sich eine Funkstation befand, teilweise zerstört und anschließend von Besatzungstruppen belegt. 1948/49 entstand auf Kosten der Postverwaltung ein großer Anbau, der neben einer Relaisstation für den Fernfunk auch eine Küchenanlage im Unter- und Wohnräume im Dachgeschoss umfasste. 1951 wurde die Hauptwasserleitung zum Gasthaus erbaut.

### Bergbau
Im 19. Jahrhundert ging der größte Teil des Ölbergs wie auch des Lohrbergs in den Besitz von Franz Merkens (1823–1905), Teilhaber des Kölner Privatbankhauses Seydlitz & Merkens mit Sommersitz im Rhöndorfer Haus im Turm, über. 1872 begann er an der Südostflanke des Ölbergs mit dem Abbau von Basaltsteinen. Der Steinbruch wurde an den unter anderem bereits am Himberg aktiven Christian Uhrmacher verpachtet und beschäftigte bis zu 100 Männer. Der Abtransport des gebrochenen Materials erfolgte mittels täglich etwa 20 Fuhrwerken à 35 Zentnern Last zum Bahnhof Königswinter. Verschiedene Planungen für Kleinbahnen, die den Transport erleichtern sollten, scheiterten allesamt zwischen 1874 und 1897. Schließlich stoppte der Verschönerungsverein für das Siebengebirge (VVS) durch Landkäufe die weitere Zerstörung des Ölbergs, die sich bereits am Gipfelbereich und in großen Abraumhalden unterhalb des Steinbruchs äußerte.

## Sender

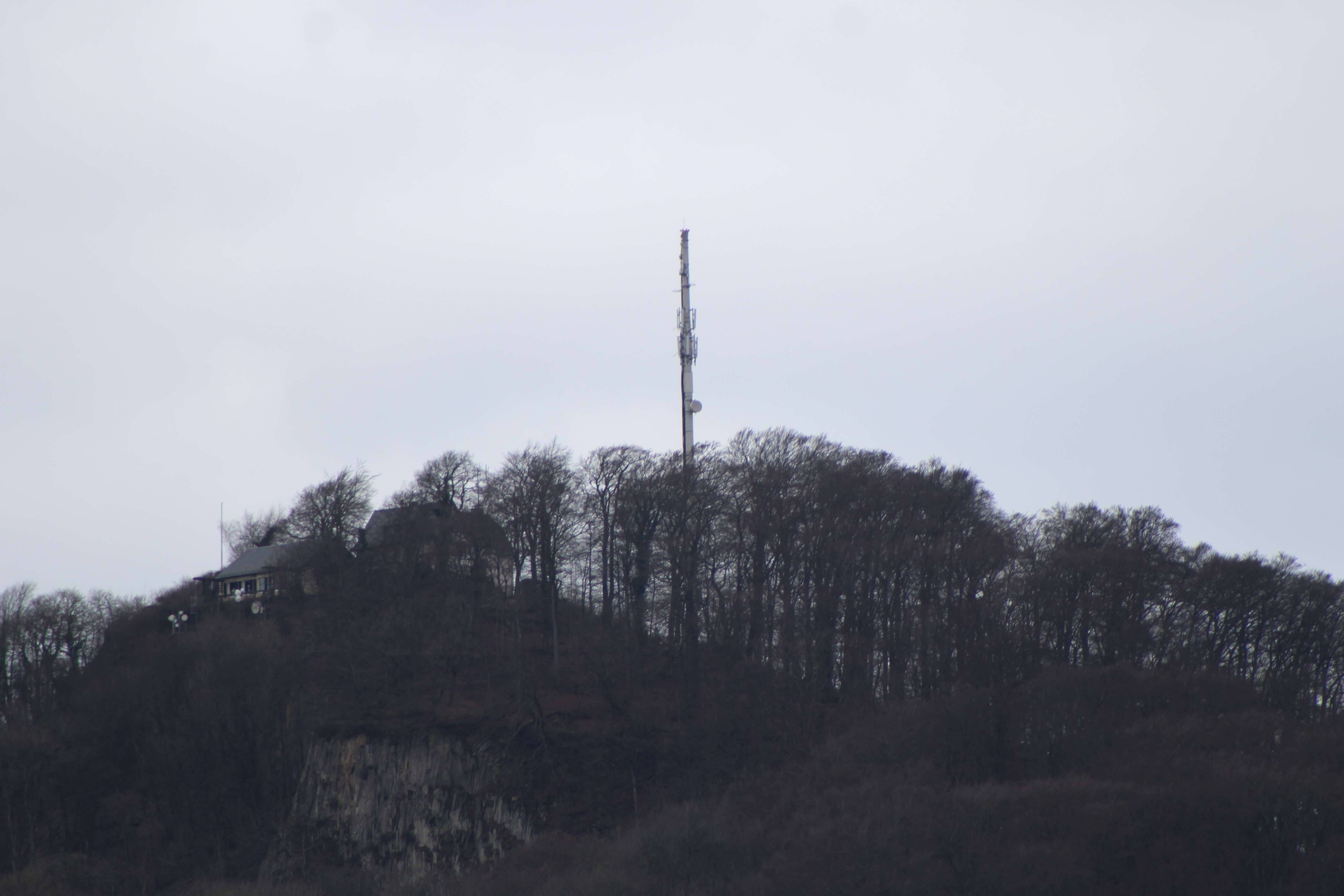
Sendeturm auf dem Großen Ölberg

Der Große Ölberg wird aufgrund seiner Nähe zur Bundesstadt Bonn als Standort mehrerer multimedialer Sendeanlagen genutzt. Am Nordwesthang befanden sich bis zum 8. November 2004 Antennen zur Übertragung von analogen Fernsehsignalen (ZDF, VOX und WDR Fernsehen). Bemerkenswert war, dass diese Antennen auf niederen Gerüsten und nicht auf einen Sendeturm montiert waren. Seit der Umstellung auf das digitale terrestrische Fernsehen DVB-T wird die Fernsehversorgung in der Region Bonn ausschließlich über den Sender Bonn-Venusberg gewährleistet, wodurch die Anlage auf dem Großen Ölberg obsolet wurde. Ein weithin sichtbarer Betonmast auf dem Berggipfel, der auf Basis eines Pachtvertrags mit dem Verschönerungsverein für das Siebengebirge (VVS) als Eigentümerin des Gipfels ab 1970 durch die damalige Deutsche Bundespost betrieben wurde, beherbergt einen UKW-Radiosender (Radio Bonn/Rhein-Sieg) und mehrere Mobilfunksender. Am 19. Oktober 2009 wurde der zuvor kapazitätsmäßig nicht mehr ausgelastete Sendemast verkürzt.
Um den Berggipfel verteilt existieren zudem Plattformen für Richtfunkantennen.
Auch für den Amateurfunk ist der Ölberg von großer Bedeutung, die Relaisfunkstellen DB0SG (analoger Sprechfunk), DB0DBN (digitaler Sprechfunk) und DB0VVS (HAMNET-Datenfunk) haben dort ihre Standorte. Aufgrund der exponierten Lage haben diese Relais einen großen Einzugsbereich bis weit über Köln hinaus.
Nach Angaben des VVS aus dem November 2016 versorgte die Funkantenne eines Energieversorgungsunternehmens bis zur Abschaltung im März 2016 die Rheinschifffahrt. Zum Ende 2016 wurde die Funkantenne der Autobahnpolizei abgeschaltet, welche das Autobahnnetz bis Aachen abdeckte. Diese beiden Antennen waren am Westgiebel der Gastwirtschaft montiert und wurden im Juli 2017 von den Betreibern zurückgebaut.

### Aktuelle Nutzung
Folgende Radioprogramme werden ausgestrahlt: (Stand: Dezember 2018)

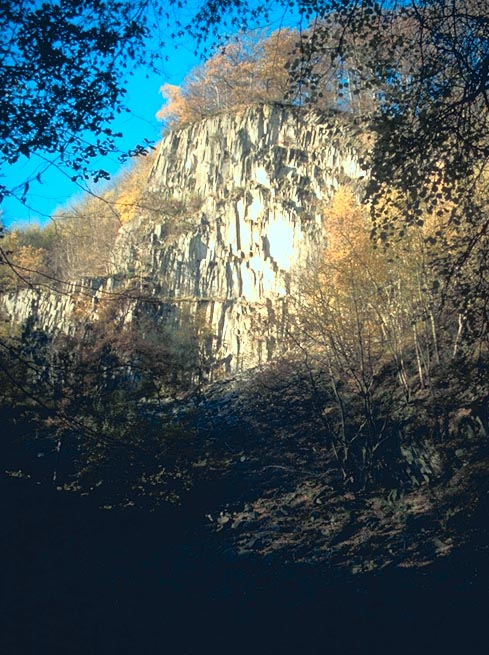
Steinbruch am Großen Ölberg

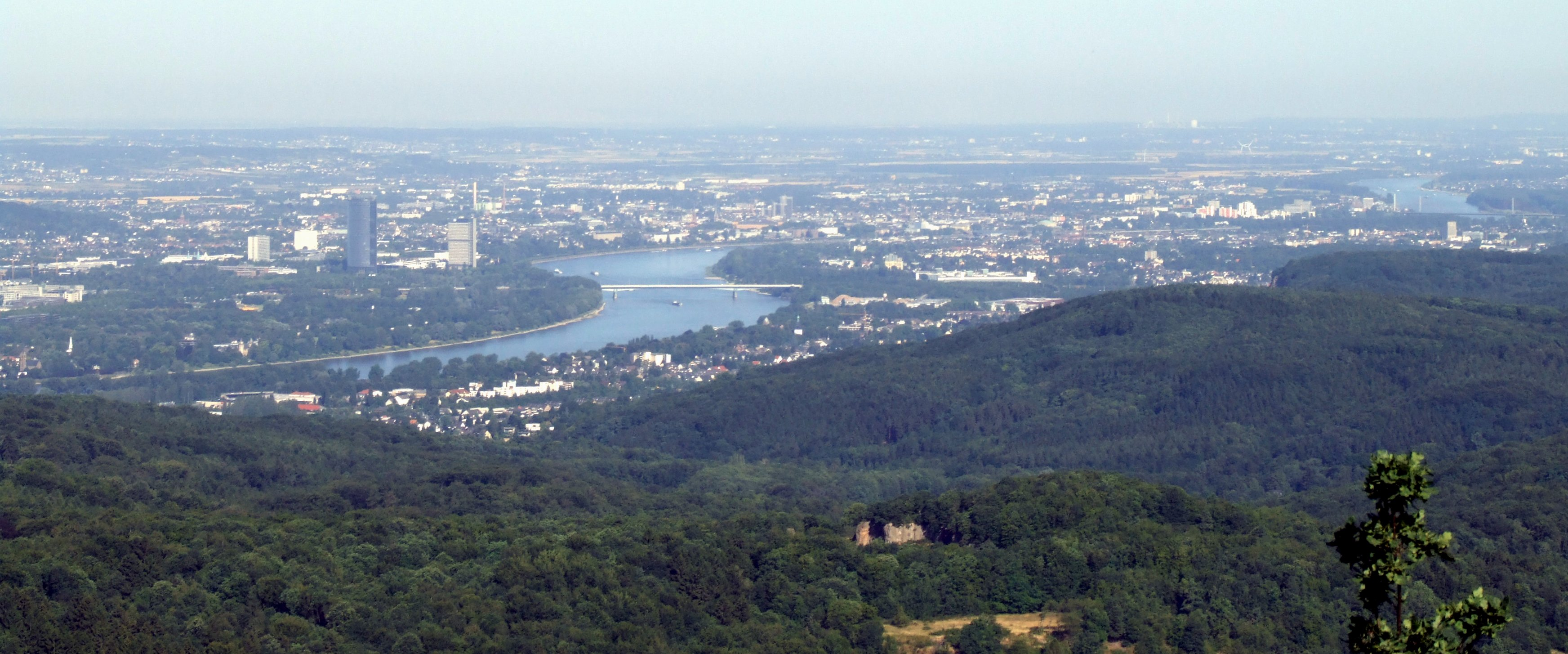
Blick vom Gipfel des Großen Ölbergs auf Bonn

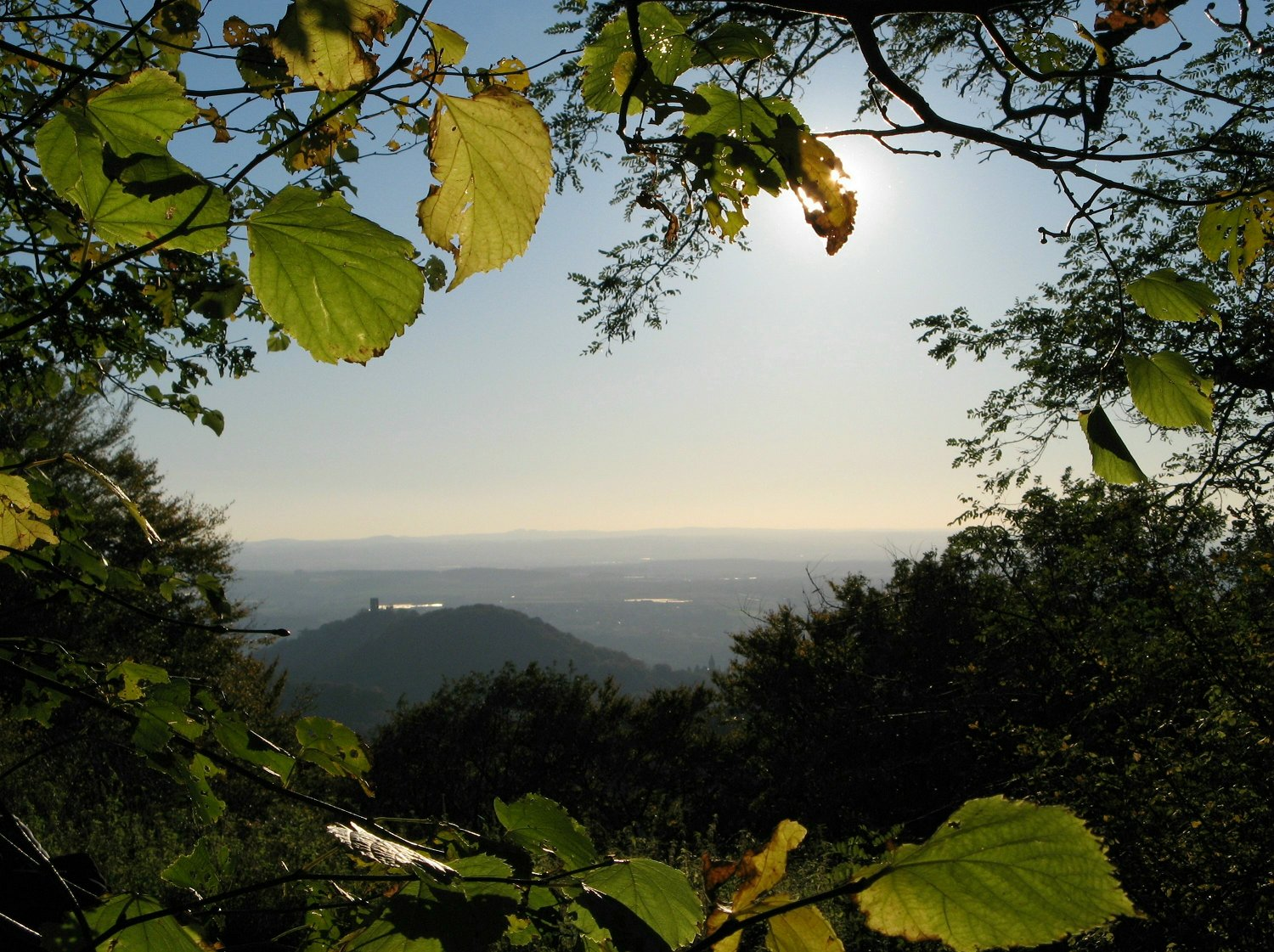
Blick vom Großen Ölberg in Richtung Drachenfels

| Frequenz (in MHz) | Programm              | RDS PS   | RDS PI | Regionalisierung | ERP (in kW) | Antennendiagramm rund (ND)/gerichtet (D) | Polarisation horizontal (H)/vertikal (V) |
| ----------------- | --------------------- | -------- | ------ | ---------------- | ----------- | ---------------------------------------- | ---------------------------------------- |
| 99,9              | Radio Bonn/Rhein-Sieg | _BONN/SU | D47C   | -                | 0,5         | D                                        | H                                        |

### Frühere Nutzung
Davor, zu Analog-TV-Zeiten, wurden lange Zeit folgende Fernsehsender ausgestrahlt:
| Kanal | Frequenz (MHz) | Programm             | ERP (kW) | Sendediagramm rund (ND)/ gerichtet (D) | Polarisation horizontal (H)/ vertikal (V) |
| ----- | -------------- | -------------------- | -------- | -------------------------------------- | ----------------------------------------- |
| 26    | 511,25         | ZDF                  | 81       | D                                      | H                                         |
| 34    | 575,25         | VOX                  | 1,6      | D                                      | H                                         |
| 49    | 695,25         | WDR Fernsehen (Köln) | 65       | D                                      | H                                         |

Sie wurden bereits im Zusammenhang mit der DVB-T-Einführung im Großraum Köln/Bonn bzw. im Ruhrgebiet am 8. November 2004 abgeschaltet. Der Sender für das ZDF wurde bereits am 24. Mai 2004 abgeschaltet.